# Evan C. Horning
Evan Charles Horning (* 6. Juni 1916 in Philadelphia, Pennsylvania; † 14. Mai 1993 in Houston, Texas) war ein US-amerikanischer Chemiker.

## Leben
Evan C. Horning wurde 1916 in Philadelphia geboren und studierte hier an der University of Pennsylvania, wo er 1937 seinen Abschluss als Bachelor of Science erwarb. Er ging dann als Doktorand an die University of Illinois at Urbana-Champaign und promovierte hier 1940 unter Reynold C. Fuson in Chemie. Er arbeitete daraufhin für ein Jahr als Lehrkraft am Bryn Mawr College und danach als Forschungsassistent an der University of Michigan in Ann Arbor, wo er seine spätere Frau Marjorie G. Horning kennenlernte, die er 1942 heiratete. Marjorie studierte seinerzeit an der Universität und promovierte hier 1943 in Biochemie.
Evan C. Horning ging 1945 mit seiner Frau zurück an die University of Pennsylvania und Anfang der 1950er Jahre ans National Heart Institut (heute National Heart, Lung, and Blood Institute) des National Institutes of Health (NIH) in Bethesda, Maryland, wo er Leiter des Laboratory of Chemistry of Natural Products wurde. 1961 zogen beide nach Houston, Texas. Evan C. Horning wurde am College of Medicine der Baylor University Professor für Chemie und seine Frau Professorin für Biochemie. Von 1966 bis zu seiner Pensionierung 1986 war er Direktor des Institute for Lipid Research der Universität und ab 1971 zudem außerordentlicher Professor an der Rice University. Er starb am 14. Mai 1993.
Evan C. Horning und seine Frau waren Pioniere in der Anwendung der Gaschromatographie in der analytischen Biochemie. Er entwickelte Methoden, Geräte und Materialien, die es ermöglichten, die Gaschromatographie auch zur Auftrennung von Biomolekülen einzusetzen, ohne sie dabei zu zerstören. Er setzte diese erfolgreich zur Auftrennung von Kohlenhydraten, Steroiden, Cholesterinestern und Saponinen ein. Weiterhin war er einer der ersten Wissenschaftler, die die Gaschromatographie und Hochleistungsflüssigkeitschromatographie mit der Massenspektrometrie kombinierten.

## Auszeichnungen
- 1976: Scheele-Preis (Swedish Pharmaceutical Society)[5]
- 1990: Frank H. Field and Joe L. Franklin Award (American Chemical Society)[6]

## Werke
- Evan C. Horning, A. Karmen, G. C. Sweeley: Gas Chromatography of Lipids. In: Frederick L. Crane (Hrsg.): Progress in the Chemistry of Fats and other Lipids. Pergamon, 1964, S. 167–289.
- Kristen B. Eik-Nes und Evan C. Horning: Gas Phase Chromatography of Steroids (Monographs on Endocrinology). Springer, 1968, ISBN 978-3540042778.